# يوم التوعية بفقد الشم
يوم التوعية بفقد الشم هو يوم لنشر الوعي حول فقدان حاسة الشم، يصادف يوم 27 فبراير من كل عام.

## التداعيات
يقترح مؤيدو هذا اليوم أنه نظرًا لوجود عدد أقل نسبيًا من الصعوبات المرئية والعملية المرتبطة باضطرابات الشم مقارنة بالضعف البصري أو السمعي، فإن طبيعة الخلل في حاسة الشم وعواقبه على سلامة الفرد ونوعية حياته ليست مفهومة على نطاق واسع. يهدف يوم التوعية بفقدان حاسة الشم إلى الكشف عن هذا الوضع، والدفع نحو تطوير علاجات ناجحة، وإعلام عامة الناس بالتأثير الخطير الذي يمكن أن يحدثه فقدان حاسة الشم على حياة الشخص. لقد ثبت أن الأشخاص الذين يعانون من فقدان الشم معرضون لمواقف خطيرة مثل تسرب الغاز والحرائق والأبخرة الكيميائية الخطرة وتناول الطعام الفاسد. بالإضافة إلى ذلك، يمكن للأشخاص الذين يعانون من فقدان حاسة الشم أن يواجهوا أيضًا صعوبة في تناول الطعام بسبب العلاقة الوثيقة بين الشم والتذوق. كما تشير الدراسات أيضًا إلى أن بعض الأفراد يصابون بالاكتئاب استجابة لمشاعر العزلة الاجتماعية، والمخاوف بشأن السلامة وإدارة الرائحة الشخصية، وانخفاض الارتباط بالمتعة والعاطفة والذاكرة.

## التاريخ
تم إطلاق يوم التوعية بفقدان حاسة الشم لأول مرة من قبل دانييل شاين، وهو رجل أمريكي يعاني من خلل في حاسة الشم، في 27 فبراير 2012.  طور الفكرة عندما كان طالبًا في مدرسة ديفيس رينوف ستاهلر يشيفا الثانوية للبنين، ولمشاركة فكرته أنشأ صفحة حدث. كما حددت صفحة الحدث التي أنشأها على الفيسبوك التاريخ وممارسة ارتداء اللون الأحمر لإظهار الدعم للقضية. في وقت لاحق، قدمت مراكز الشم والتذوق (مثل مركز مونيل في فيلادلفيا، بنسلفانيا) والمؤسسات الخيرية مثل الحاسة الخامسة في المملكة المتحدة دعمها لهذا الحدث، وربطته بالمبادرات البحثية والتعليمية التي تستهدف المرضى والأطباء وعامة الناس.
قامت مؤسسة الحاسة الخامسة Fifth Sense، وهي مؤسسة خيرية مقرها المملكة المتحدة بتقديم الدعم والمعلومات للأشخاص الذين يعانون من اضطرابات الشم والتذوق، بربط يوم التوعية بفقدان حاسة الشم بحملتها الدولية للتوعية وجمع التبرعات عبر الإنترنت والتي تسمى #LongLostSmell.